# Bawoamahelato
Bawoamahelato is een bestuurslaag in het regentschap Nias Selatan van de provincie Noord-Sumatra, Indonesië. Bawoamahelato telt 287 inwoners (volkstelling 2010).